# صموئيل أغسطس ميريت
صموئيل أغسطس ميريت (بالإنجليزية: Samuel Augustus Merritt)‏ هو محامي وسياسي أمريكي، ولد في 15 أغسطس 1827 في ستونتون في الولايات المتحدة، وتوفي في 8 سبتمبر 1910 في سولت ليك في الولايات المتحدة. حزبياً، نشط في الحزب الديمقراطي. وقد انتخب عضو مجلس ولاية كاليفورنيا وانتخب عضو جمعية ولاية كاليفورنيا.